# Минимизирующая последовательность
Минимизирующая последовательность — конструкция, используемая в вариационном исчислении и математической оптимизации для задачи нахождения минимального значения функции (функционала) и задачи отыскания элемента, на котором функция принимает минимальное значение.
Формально, последовательность {\displaystyle \{x_{i}\}} ({\displaystyle x_{i}\in M}) для непрерывной функции {\displaystyle f}, определённой на множестве {\displaystyle M}, называется минимизирующей, если последовательность значений {\displaystyle \{f(x_{i})\}} стремится к точной нижней грани значений данной функции на {\displaystyle M}:
{\displaystyle \lim _{i\to \infty }f(x_{n})=\inf _{x\in M}f(x)}.
Минимизирующие последовательности не обязательно сходятся к элементу {\displaystyle x^{\star }}, в котором достигается минимум {\displaystyle \inf f(x)=f(x^{\star })}, то есть {\displaystyle lim_{i\to \infty }{x_{i}}\neq x^{\star }} в общем случае. Если же всякая минимизирующая последовательность сходится к элементу {\displaystyle x^{\star }}, то задача минимизации функции {\displaystyle f} на {\displaystyle M} называется устойчивой. Методы решения устойчивых задач минимизации с использованием минимизирующих последовательностей подразделяются на три класса: прямые (не используют производные функции), методы спуска (использующие первые производные, например, метод градиентного спуска), и алгоритмы с использованием производных высших порядков.
Для решения неустойчивых задач минимизации для построения минимизирующих последовательностей используются методы регуляризации.